# A Forest of Stars
A Forest of Stars ist eine britische Post-Black-Metal-Band aus Leeds.

## Bandgeschichte
A Forest of Stars gründete sich 2007. Die Band benannte sich nach einem britischen Gentlemen’s Club, der 1881 im viktorianischen England bestanden hatte. Die Band gibt sich einen mystischen Ansatz, der musikalisch dem Post-Black-Metal zuzuordnen ist und der Elemente des Black Metals mit Klassischer Musik, Psychedelic Rock und Folk verbindet. Musikalisch orientiert sich die Band weniger an ähnlichen Vertretern des Genres, sondern eher an Vaughan Williams, My Dying Bride und The Cure sowie Genrevertretern wie Dornenreich und Ulver. Die Texte behandeln ebenfalls das viktorianische England inklusive seiner okkulten Seancen und Geistergeschichten a la Edgar Allan Poe.
2008 erschien die erste Veröffentlichung The Corpse of Rebirth als Eigenproduktion. 2010 folgte Opportunistic Thieves of Spring über das Label Transcendental Creations. Doch erst 2012 mit dem Album A Shadowplay for Yesterdays wird die Band bekannter. Für dieses Album nahm das deutsche Independent-Label Prophecy Productions beziehungsweise deren Sublabel Lupus Lounge die Band unter Vertrag. Auf Prophecy Productions erschien auch das vierte Album Beware the Sword You Cannot See.
2018 folgte Grave Mounds and Grave Mistakes, das erstmals auch die deutschen Charts mit Platz 81 erreichte.

## Diskografie
- 2008: The Corpse of Rebirth (Eigenproduktion)
- 2010: Opportunistic Thieves of Spring (Transcendental Creations)
- 2012: A Shadowplay for Yesterdays (Lupus Lounge)
- 2015: Beware the Sword You Cannot See (Prophecy Productions)
- 2018: Grave Mounds and Grave Mistakes (Prophecy Productions)